# エリク・ラ・サル
- エリック・ラ・サール

エリク・ラ・サル（Eriq La Salle、エリック・ラ・サールとも、コネチカット州ハートフォード市生まれ、1962年7月23日 - ）は、アメリカ合衆国の俳優、テレビドラマ監督。
NBCドラマシリーズ『ER緊急救命室』の第8シーズンまでピーター・ベントンを演じたことで知られる。
エディ・マーフィ主演の『星の王子 ニューヨークへ行く』で、恋敵役のグリース塗り過ぎヘアの男（ダリル・ジェンクス）を演じている。
スパイク・リー製作総指揮作品『ドロップ・スクワッド』では主演を務め、ヴァル・キルマー主演作『ソルトン・シー』では共同でプロデューサーを務めるなど、実力派の俳優である。
『アンダー・ザ・ドーム』、『LUCIFER/ルシファー』ではいくつかのエピソードの監督を務めた。

## 主な出演作品
- 星の王子 ニューヨークへ行く （1988年）
- ジェイコブス・ラダー （1990年）
- 薔薇の素顔 （1994年）
- ER緊急救命室  ピーター・ベントン （1994-2002、2009年）※2008年には「エリク・ラ・サル」本人として出演しマイケル・クライトンへの追悼メッセージを読み上げた。
- THE SALTON SEA ソルトン・シー （2002年）
- ストーカー One Hour Photo （2002年）
- ディープ・コア2010 （2009年）
- コバード・アフェア シーズン１ 第5話ゲスト　マコーリー役　(2010年)
- LOGAN/ローガン （2017年）